# Andy Ruiz Jr.
Andrés Ponce Ruiz Jr. (Imperial, 11 settembre 1989 ) è un pugile statunitense di origini messicane. Ex campione del mondo dei pesi massimi IBF, IBO, WBA e WBO. È stato inoltre il primo campione del mondo dei massimi messicano dopo aver detronizzato Anthony Joshua, tuttavia perse i titoli nella rivincita con lo stesso Joshua avvenuta 6 mesi dopo, il 7 dicembre 2019.

## Biografia
Andrés Ponce Ruiz Jr. nasce ad Imperial Valley da genitori messicani, entrambi immigrati. Cresciuto in situazioni economiche poco agiate, prima di intraprendere il pugilato ha tentato una strada nel baseball.

## Carriera

### Dilettanti
Inizia a boxare all'età di 10 anni divenendo in breve tempo a livello dilettantistico uno dei migliori pugili in circolazione. Allenato dall'ex pugile Fernando Ferrer, ha chiuso con uno score di 105-5. Oltre a vincere il World Ringside Heavyweight Championship, Ruiz ha rappresentato per due volte il Messico nelle qualificazioni per Olimpiadi di Pechino, venendo sconfitto in entrambe da Robert Alfonso e Oscar Rivas.

### Professionisti
A 20 anni debutta nel pugilato professionistico, battendo alla prima ripresa il connazionale Miguel Ramirez. Dopo tre anni passati a scalare il rank nazionale, ottiene un match per l'allora vacante WBO Inter-Continental Heavyweight Championship contro Joe Hanks. Ruiz vince per TKO alla quarta ripresa, diventando così campione. Il 23 novembre 2013, oltre a difendere il titolo citato, vince il NABF Heavyweight Championship ai danni di Tor Hamer.
Nel 2016, dopo quattro difese, decide di rendere vacanti entrambe le cinture. Il 10 dicembre dello stesso anno ottiene la sua prima sconfitta ad opera di Joseph Parker. L'incontro, perso ai punti, era valevole per il titolo mondiale WBO. Migliora poi il suo score battendo Devin Vargas, Kevin Johnson e Oleksandr Dymytrenko.
Riceve così la possibilità di sfidare, il 1º giugno 2019, Anthony Joshua al Madison Square Garden. Contro ogni pronostico, Ruiz trionfa alla settima ripresa per TKO, diventando campione del mondo dei pesi massimi IBF, IBO, WBA e WBO.

Nel rematch svoltosi il 7 dicembre 2019 alla Dirʿiyya Arena di Dirʿiyya, Riad, Arabia Saudita, Ruiz Jr. viene sconfitto ai punti alla dodicesima ripresa per verdetto unanime, e cede le cinture a Joshua. Nella conferenza post-match, è lo stesso pugile a prendersi le sue responsabilità: 
(Andy Ruiz Jr.)

## Risultati nel pugilato
| N. | Risultato | Record | Avversario              | Tipo | Round, tempo | Data              | Località                                                               | Note                                                                             |
| -- | --------- | ------ | ----------------------- | ---- | ------------ | ----------------- | ---------------------------------------------------------------------- | -------------------------------------------------------------------------------- |
| 37 | Vittoria  | 35–2   | Luís Ortiz              | UD   | 12           | 4 settembre 2022  | Crypto.com Arena, Los Angeles, California, U.S.                        |                                                                                  |
| 36 | Vittoria  | 34-2   | Chris Arreola           | UD   | 12           | 1º Maggio 2021    | Dignity Health Sports Park, Carson, California, U.S.                   |                                                                                  |
| 35 | Sconfitta | 33–2   | Anthony Joshua          | UD   | 12           | 7 dicembre 2019   | Dirʿiyya Arena, Dirʿiyya, Riad, Arabia Saudita                         | Perde i titoli WBA (Super), IBF, WBO, e IBO dei pesi massimi                     |
| 34 | Vittoria  | 33–1   | Anthony Joshua          | TKO  | 7 (12), 1:33 | 1º giugno 2019    | Madison Square Garden, New York City, New York, U.S.                   | Vince i titoli WBA (Super), IBF, WBO, e IBO dei pesi massimi                     |
| 33 | Vittoria  | 32–1   | Oleksandr Dymytrenko    | RTD  | 5 (10), 3:00 | 20 aprile 2019    | Dignity Health Sports Park, Carson, California, U.S.                   |                                                                                  |
| 32 | Vittoria  | 31–1   | Kevin Johnson           | UD   | 10           | 7 luglio 2018     | Save Mart Center, Fresno, California, U.S.                             |                                                                                  |
| 31 | Vittoria  | 30–1   | Devin Vargas            | KO   | 1 (8), 1:38  | 10 marzo 2018     | StubHub Center, Carson, California, U.S.                               |                                                                                  |
| 30 | Sconfitta | 29–1   | Joseph Parker           | MD   | 12           | 10 dicembre 2016  | Vector Arena, Auckland, Nuova Zelanda                                  | Per il titolo vacante WBO dei pesi massimi                                       |
| 29 | Vittoria  | 29–0   | Franklin Lawrence       | UD   | 10           | 10 settembre 2016 | Tachi Palace Hotel & Casino, Lemoore, California, U.S.                 | Difende il titolo NABF dei pesi massimi                                          |
| 28 | Vittoria  | 28–0   | Josh Gormley            | TKO  | 3 (10), 1:42 | 16 luglio 2016    | Masonic Temple, Detroit, Michigan, U.S.                                |                                                                                  |
| 27 | Vittoria  | 27–0   | Ray Austin              | RTD  | 4 (8), 3:00  | 14 maggio 2016    | Sportsmen's Lodge, Studio City, California, U.S.                       | Difende titolo NABF dei pesi massimi                                             |
| 26 | Vittoria  | 26–0   | Raphael Zumbano Love    | UD   | 8            | 24 ottobre 2015   | CenturyLink Center, Omaha, Nebraska, U.S.                              |                                                                                  |
| 25 | Vittoria  | 25–0   | Joell Godfrey           | UD   | 8            | 26 settembre 2015 | Tachi Palace Hotel & Casino, Lemoore, California, U.S.                 | Difende titolo NABF dei pesi massimi                                             |
| 24 | Vittoria  | 24–0   | Siarhei Liakhovich      | UD   | 10           | 20 dicembre 2014  | Celebrity Theatre, Phoenix, Arizona, U.S.                              | Difende titoli WBO Inter-Continental e NABF dei pesi massimi                     |
| 23 | Vittoria  | 23–0   | Kenny Lemos             | TKO  | 1 (8), 2:18  | 25 ottobre 2014   | Selland Arena, Fresno, California, U.S.                                |                                                                                  |
| 22 | Vittoria  | 22–0   | Manuel Quezada          | TKO  | 2 (10), 2:00 | 17 maggio 2014    | Selland Arena, Fresno, California, U.S.                                | Difende titoli WBO Inter-Continental e NABF dei pesi massimi                     |
| 21 | Vittoria  | 21–0   | Tor Hamer               | RTD  | 3 (10), 3:00 | 23 novembre 2013  | Cotai Arena, Macao, SAR                                                | Difende titolo WBO Inter-Continental; Vince titolo vacante NABF dei pesi massimi |
| 20 | Vittoria  | 20–0   | Joe Hanks               | TKO  | 4 (10), 1:41 | 27 luglio 2013    | Cotai Arena, Macao, SAR                                                | Vince il titolo vacante WBO Inter-Continental dei pesi massimi                   |
| 19 | Vittoria  | 19–0   | Carl Davis              | TKO  | 1 (8), 0:35  | 8 giugno 2013     | The Joint, Paradise, Nevada, U.S.                                      |                                                                                  |
| 18 | Vittoria  | 18–0   | Matthew Greer           | KO   | 1 (8), 2:53  | 16 marzo 2013     | Home Depot Center, Carson, California, U.S.                            |                                                                                  |
| 17 | Vittoria  | 17–0   | Elijah McCall           | TKO  | 3 (8), 2:59  | 7 dicembre 2012   | Texas Station, North Las Vegas, Nevada, U.S.                           |                                                                                  |
| 16 | Vittoria  | 16–0   | Maurenzo Smith          | KO   | 1 (8), 2:11  | 13 settembre 2012 | The Joint, Paradise, Nevada, U.S.                                      |                                                                                  |
| 15 | Vittoria  | 15–0   | Jonte Willis            | TKO  | 8 (8), 0:54  | 7 luglio 2012     | Home Depot Center, Carson, California, U.S.                            |                                                                                  |
| 14 | Vittoria  | 14–0   | Homero Fonseca          | UD   | 8            | 23 marzo 2012     | Casino Del Sol, Tucson, Arizona, U.S.                                  |                                                                                  |
| 13 | Vittoria  | 13–0   | Theron Johnson          | UD   | 6            | 17 dicembre 2011  | WinStar World Casino, Thackerville, Oklahoma, U.S.                     |                                                                                  |
| 12 | Vittoria  | 12–0   | Ken Frank               | TKO  | 2 (6), 1:53  | 17 settembre 2011 | BlueWater Resort & Casino, Parker, Arizona, U.S.                       |                                                                                  |
| 11 | Vittoria  | 11–0   | Villi Bloomfield        | TKO  | 4 (4), 2:04  | 15 luglio 2011    | Texas Station, North Las Vegas, Nevada, U.S.                           |                                                                                  |
| 10 | Vittoria  | 10–0   | Angel Herrera           | UD   | 6            | 23 aprile 2011    | WinStar World Casino, Thackerville, Oklahoma, U.S.                     |                                                                                  |
| 9  | Vittoria  | 9–0    | Alvaro Morales          | UD   | 6            | 26 febbraio 2011  | Pearl Concert Theater, Paradise (Nevada), U.S.                         |                                                                                  |
| 8  | Vittoria  | 8–0    | Kelsey Arnold           | KO   | 3 (6), 2:19  | 5 febbraio 2011   | Maywood Center, Maywood, California, U.S.                              |                                                                                  |
| 7  | Vittoria  | 7–0    | Francisco Diaz          | KO   | 2 (4), 1:08  | 4 dicembre 2010   | Honda Center, Anaheim, California, U.S.                                |                                                                                  |
| 6  | Vittoria  | 6–0    | Raymond Lopez           | UD   | 4            | 20 novembre 2010  | WinStar World Casino, Thackerville, Oklahoma, U.S.                     |                                                                                  |
| 5  | Vittoria  | 5–0    | Miles Kelly             | TKO  | 1 (4), 1:06  | 16 ottobre 2010   | Silverton Las Vegas, Enterprise, Nevada, U.S.                          |                                                                                  |
| 4  | Vittoria  | 4–0    | Luke Vaughn             | KO   | 1 (4), 1:55  | 12 marzo 2010     | Gaylord Texan Resort Hotel & Convention Center, Grapevine, Texas, U.S. |                                                                                  |
| 3  | Vittoria  | 3–0    | Juan Luis Lopez Alcaraz | UD   | 4            | Feb 12, 2010      | Gimnasio Municipal, Mexicali, Messico                                  |                                                                                  |
| 2  | Vittoria  | 2–0    | Ross Brantley           | TKO  | 1 (6), 1:37  | 26 giugno 2009    | Plaza de toros Calafia, Mexicali, Messico                              |                                                                                  |
| 1  | Vittoria  | 1–0    | Miguel Ramirez          | KO   | 1 (4), 0:34  | 28 marzo 2009     | Bullring by the Sea, Tijuana, Messico                                  |                                                                                  |